# Sylwester IV
Sylwester IV – antypapież w okresie od 18 listopada 1105 do 12 kwietnia 1111.

## Życiorys
Maginulf, archiprezbiter kościoła San Angelo, wysunięty został na antypapieża w okresie sporu o inwestyturę. Wobec nieobecności Paschalisa II, zwolennicy antypapieża Klemensa, uznali papieża za heretyka. 18 listopada 1105 wybrano Sylwestra jako następcę uwięzionych: Teodoryka i Alberta. Jednak po powrocie Paschalisa, Sylwester nie utrzymał się w Rzymie i został wygnany kilka dni po elekcji. Osiadł wówczas na prowincji w Osimo. W 1111 zrezygnował z tytułu papieskiego i podporządkował się prawowitemu papieżowi.